# عبدالرحمان آیت خموش
عبدالرحمان آیت خموش (انگلیسی: Abderrahman Ait Khamouch؛ زادهٔ ۹ نوامبر ۱۹۸۶) ورزشکار دو و میدانی اهل اسپانیا است.
وی در مسابقات کشوری، بین‌المللی و پارالمپیک در مجموع برندهٔ ۳ مدال نقره، ۱ مدال برنز شده‌است.